# Consejería de Agricultura, Ganadería, Pesca y Desarrollo Sostenible de la Junta de Andalucía
La Consejería de Agricultura, Ganadería, Pesca y Desarrollo Sostenible, actualmente Consejería de Agricultura, Pesca, Agua y Desarrollo Rural fue el departamento de la Junta de Andalucía encargado de las competencias autonómicas en materia agraria, pesquera, agroalimentaria, de desarrollo rural, medio ambiente, agua y cambio climático, así como las competencias atribuidas por la normativa de la Unión Europea reguladora de los organismos pagadores de los fondos europeos agrarios.
Recibió este nombre durante la XI legislatura (2019-2022), desde su creación el 22 de enero de 2019 hasta su supresión el 26 de julio de 2022.
La titular de la consejería y máxima responsable fue Carmen Crespo y tuvo su sede en la calle Tabladilla, s/n, de la ciudad de Sevilla.

## Historia
La Consejería de Agricultura, Agua y Desarrollo Rural fue creada el 22 de enero de 2019, día de entrada en vigor mediante publicación en el BOJA del Decreto del Presidente 2/2019, de 21 de enero, de la Vicepresidencia y sobre reestructuración de Consejerías. En su artículo 8 se establece que    

"Corresponden a la Consejería de Agricultura, Ganadería, Pesca y Desarrollo Sostenible las competencias que actualmente tiene atribuidas la Consejería de Agricultura, Pesca y Desarrollo Rural y las actualmente asignadas a la Consejería de Medio Ambiente y Ordenación del Territorio en materia de medio ambiente y agua".
Decreto del Presidente 2/2019, de 21 de enero, de la Vicepresidencia y sobre reestructuración de Consejerías

## Estructura
De acuerdo con el Decreto 103/2019, de 12 de febrero, por el que se establece la estructura orgánica de la Consejería de Agricultura, Ganadería, Pesca y Desarrollo Sostenible, la Consejería, bajo la superior dirección de su titular, ejercerá sus competencias a través de los siguientes órganos directivos centrales:
- Viceconsejería.
  - Secretaría General de Agricultura, Ganadería y Alimentación.
    - Dirección General de la Producción Agrícola y Ganadera.
    - Dirección General de Industrias, Innovación y Cadena Agroalimentaria.

  - Secretaría General de Fondos Europeos al Desarrollo Rural Sostenible.
    - Dirección General de Ayudas Directas y de Mercados.

  - Secretaría General de Medio Ambiente, Agua y Cambio Climático.
    - Dirección General de Medio Natural, Biodiversidad y Espacios Protegidos.
    - Dirección General de Calidad Ambiental y Cambio Climático.
    - Dirección General de Planificación y Recursos Hídricos.
    - Dirección General de Infraestructuras del Agua.

  - Secretaría General Técnica.
  - Dirección General de Pesca y Acuicultura.

## Entes adscritos a la consejería
- Agencia de Gestión Agraria y Pesquera de Andalucía (AGAPA) (adscrita a través de la Viceconsejería).
- Instituto Andaluz de Investigación y Formación Agraria, Pesquera, Alimentaria y de la Producción Ecológica (IFAPA) (adscrita a través de la Secretaría General de Agricultura, Ganadería y Alimentación).
- Agencia de Medio Ambiente y Agua de Andalucía (AMAYA) (adscrita a través de la Viceconsejería).
- Fundación para el Desarrollo Sostenible de Doñana y su entorno-Doñana 21 (Fundación Doñana 21) (adscrita a través de la Secretaría General de Medio Ambiente, Agua y Cambio Climático).
- Fundación Centro de Nuevas Tecnologías del Agua (CENTA) (adscrita a través de la Secretaría General de Medio Ambiente, Agua y Cambio Climático).